# Hendrik van Gent (astronomo)
| Asteroidi scoperti: 39 | Asteroidi scoperti: 39 |
| ---------------------- | ---------------------- |
| 1132 Hollandia         | 13 settembre 1929      |
| 1133 Lugduna           | 13 settembre 1929      |
| 1165 Imprinetta        | 24 aprile 1930         |
| 1225 Ariane            | 23 aprile 1930         |
| 1226 Golia             | 22 aprile 1930         |
| 1267 Geertruida        | 23 aprile 1930         |
| 1336 Zeelandia         | 9 settembre 1934       |
| 1337 Gerarda           | 9 settembre 1934       |
| 1342 Brabantia         | 13 febbraio 1935       |
| 1353 Maartje           | 13 febbraio 1935       |
| 1383 Limburgia         | 9 settembre 1934       |
| 1384 Kniertje          | 9 settembre 1934       |
| 1385 Gelria            | 24 maggio 1935         |
| 1389 Onnie             | 28 settembre 1935      |
| 1666 van Gent          | 22 luglio 1930         |
| 1667 Pels              | 16 settembre 1930      |
| 1670 Minnaert          | 9 settembre 1934       |
| 1686 De Sitter         | 28 settembre 1935      |
| 1689 Floris-Jan        | 16 settembre 1930      |
| 1693 Hertzsprung       | 5 maggio 1935          |
| 1694 Kaiser            | 29 settembre 1934      |
| 1738 Oosterhoff        | 16 settembre 1930      |
| 1752 van Herk          | 22 luglio 1930         |
| 1753 Mieke             | 10 maggio 1934         |
| 1879 Broederstroom     | 16 ottobre 1935        |
| 1914 Hartbeespoortdam  | 28 settembre 1930      |
| 1925 Franklin-Adams    | 9 settembre 1934       |
| 1945 Wesselink         | 22 luglio 1930         |
| 1946 Walraven          | 8 agosto 1931          |
| 1986 Plaut             | 28 settembre 1935      |
| 2019 van Albada        | 28 settembre 1935      |
| 2203 van Rhijn         | 28 settembre 1935      |
| 2378 Pannekoek         | 13 febbraio 1935       |
| 2801 Huygens           | 28 settembre 1935      |
| 2831 Stevin            | 17 settembre 1930      |
| 2945 Zanstra           | 28 settembre 1935      |
| 4296 van Woerkom       | 28 settembre 1935      |
| 4359 Berlage           | 28 settembre 1935      |
| 4511 Rembrandt         | 28 settembre 1935      |

Hendrik van Gent (Pernis, 14 settembre 1899 – Amsterdam, 29 marzo 1947) è stato un astronomo olandese.
Trasferitosi in Sudafrica nel 1928, eseguì osservazioni del cielo meridionale lavorando alla Leiden Southern Station e all'Union Observatory a Johannesburg. Studiò le stelle variabili e scoprì numerosi asteroidi e tre comete, C/1941 K1 van Gent, C/1943 W1 van Gent-Peltier-Daimaca e la C/1944 K2 van Gent.

## Riconoscimenti
Gli sono dedicati un asteroide da lui stesso scoperto, 1666 van Gent, e un cratere lunare, Van Gent.
Nel 1942 gli fu assegnata la 184° medaglia Donohoe .